# Bolbosaponaria
Bolbosaponaria é um género botânico pertencente à família Caryophyllaceae.